# Ruby Payne-Scott

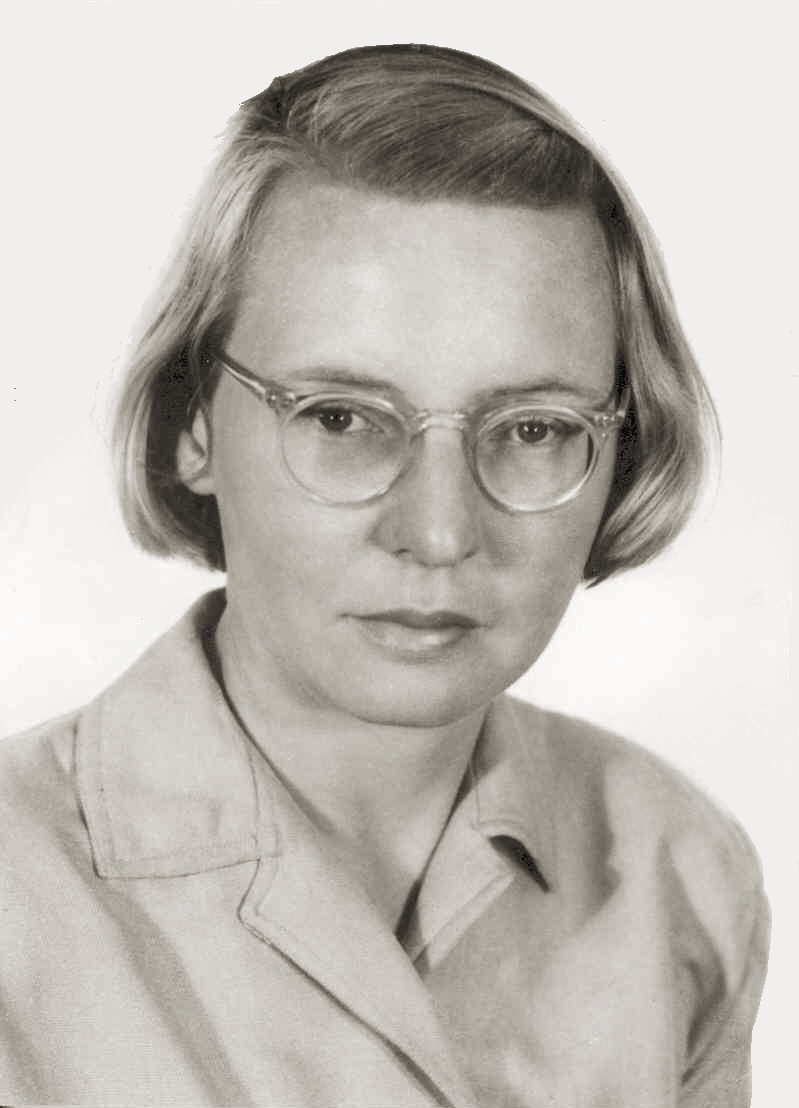
Ruby Payne-Scott

Ruby Violet Payne-Scott (* 28. Mai 1912 in Grafton (New South Wales); † 25. Mai 1981 in Mortdale) war eine australische Radioastronomin.

## Leben und Werk

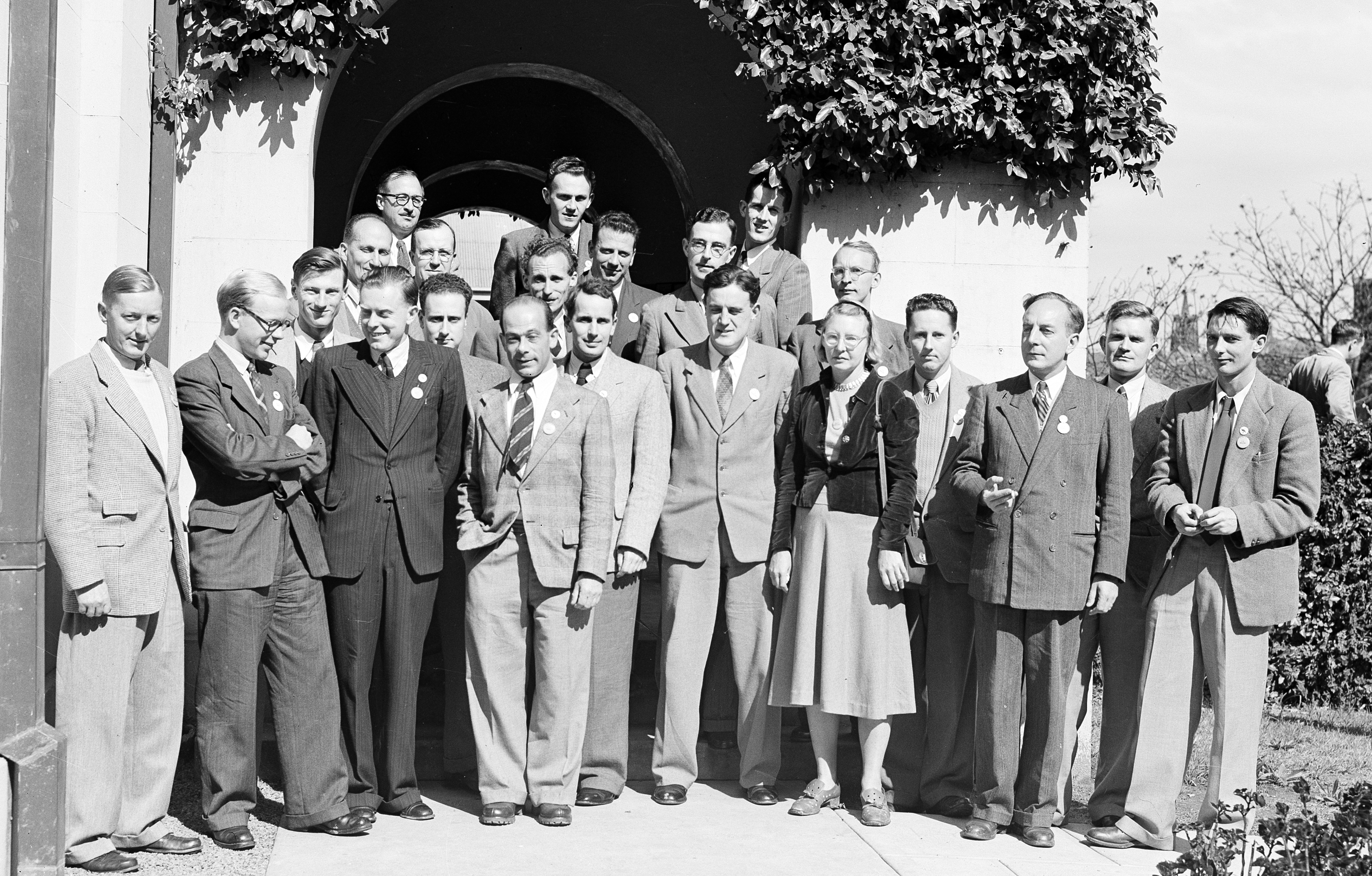
Teilnehmer der Konferenz der International Union of Radio Science an der Universität Sydney, ca. 1952. Payne-Scott steht in der ersten Reihe

Payne-Scott studierte an der Universität Sydney und arbeitete danach bei der Commonwealth Scientific and Industrial Research Organisation. Während des Zweiten Weltkriegs arbeitete sie an geheimen Radar-Projekten. Als Kommunistin und Frauenrechtlerin wurde sie von der Geheimpolizei Australian Security Intelligence Organisation beobachtet.
Ruby Payne-Scott heiratete 1944 William Holman Hall. Da zu dieser Zeit verheiratete Frauen nicht im öffentlichen Dienst fest angestellt sein durften, hielt sie ihre Heirat zunächst geheim. Das Paar hatte zwei Kinder, den späteren Mathematiker Peter Gavin Hall und die spätere Künstlerin Fiona Margaret Hall.

## Ehrungen
- Am 28. Mai 2012 zu ihrem 100. Geburtstag wurde Payne-Scott mit einem Google Doodle geehrt.[2]
- 2017 hat die Universität Sydney die Payne-Scott Professorial Distinctions ins Leben gerufen.[3]